# Carex brysonii
Carex brysonii är en halvgräsart som beskrevs av Robert Francis Cox Naczi. Carex brysonii ingår i släktet starrar, och familjen halvgräs. Inga underarter finns listade i Catalogue of Life.